# Pliometria
Pliometria é uma forma de exercício que busca a máxima utilização dos músculos em movimentos rápidos e de explosão. Seu conceito baseia-se na exploração do músculo em sequências de contrações excêntricas e concêntricas buscando a otimização do mesmo.
As ações dos músculos em práticas de esforços rápidos semelha-se ao comportamento de uma mola, contraindo-se e liberando sua força acumulada. Os exercícios pliometricos buscam a consciência do praticante da melhor forma de utilização desta impulsão de força, permitindo aprimorar as técnicas de atividades como salto e corrida, já que apóia-se no trabalho de velocidade e explosividade, muito utilizado em diversos esportes, tendo como exemplo o basquete e o vôlei. A biomecânica da pliometria não é complexa! Resume-se na criação de uma reação oposta a ação prévia, dando-lhe uma maior velocidade, na busca do aproveitamento da energia produzida.
Subir e descer rapidamente uma escada já se trata de um exercício pliométrico, pois trabalha a contração e o alongamento do músculo de forma sequenciada, buscando a força máxima em um menor período de tempo. Também não é necessário o uso de pesos para a execução desta atividade, podendo-se usufruir do peso do próprio corpo como sobrecarga.
Os exercícios pliométricos são conhecidos por aumentar o desempenho esportivo, e ultimamente tem recebido atenção da mídia e das academias de ginástica. Em geral, o termo “pliometria” se refere ao tipo de treinamento com saltos ou lançamentos que são designados para aumentar a potencia muscular do indivíduo.
Embora seja uma forma prática e até mesmo divertida de se aumentar a forma física, muitas pessoas não têm a consciência de como os exercícios pliométricos podem ser perigosos. Lesões podem ocorrer se medidas de segurança não forem tomadas, além da técnica apropriada e a progressão do treinamento. É fácil atingir o estágio de „overtraining„ durante o treinamento pliométrico.

## Origem
A origem da pliometria remonta à antiga União Soviética, nas décadas de 1950 e 1960, quando o fisiologista esportivo Yuri Verkhoshansky desenvolveu um método de treinamento conhecido como "treinamento de choque". Verkhoshansky, interessado em melhorar a performance de atletas, começou a estudar como a força elástica dos músculos poderia ser aproveitada para aumentar a potência explosiva. Ele observou que os saltos em profundidade, onde o atleta cai de uma altura e imediatamente executa um salto, causavam uma resposta muscular eficiente e aumentavam significativamente a capacidade dos músculos de responder rapidamente.
Esse conceito foi posteriormente adaptado e disseminado entre atletas de alto nível em esportes como atletismo, levantamento de peso e esportes coletivos. Verkhoshansky viu que essa forma de treinamento aumentava a capacidade dos atletas de se moverem com mais rapidez e força, e que a interação entre alongamento e encurtamento dos músculos era chave para melhorar o desempenho atlético. Esse método começou a ser conhecido como "pliometria", derivado da palavra grega "plethyein", que significa aumentar ou amplificar, refletindo o efeito de amplificação da força muscular.
Nos anos seguintes, a pliometria foi estudada por pesquisadores ocidentais e adaptada em diferentes modalidades esportivas. Nos Estados Unidos, nos anos 70, o conceito foi popularizado principalmente por treinadores de atletismo e futebol americano. A partir daí, a pliometria ganhou reconhecimento global, sendo adotada em rotinas de treinamento em várias disciplinas esportivas e evoluindo para um componente fundamental no desenvolvimento de performance esportiva.

## Segurança e prevenção de lesão
Primeiro, aprender a aterrizar. É importante aterrizar de forma a permitir que a musculatura das pernas absorvam a carga ao invés dos ligamentos do joelho, portanto aterrize com um ¼ de agachamento. Esse movimento é feito corretamente quando se flexiona os joelhos e o quadril, distribuindo o peso igualmente entre as pernas.
Segundo, siga a progressão correta. Embora muitos exercícios avançados sejam divertidos e desafiadores, o atleta deve aprender a técnica na seqüência correta. A técnica deve ser aprendida devagar em exercícios mais simples para depois avançar para o aumento da velocidade e exercícios mais estressantes. Aprender a técnica correta dos exercícios garante um nível técnico e de condicionamento necessário para os exercícios avançados.
Terceiro, faça os saltos em superfícies firmes. Fazer um salto vertical e depois aterrizar numa superfície muito mole ou escorregadia pode ocasionar lesão. Quando utilizar caixas ou steps, certificar–se que os mesmos não vão se mexer.
Finalmente, saiba que em pliometria „mais„ não é „melhor„. Em geral é preciso um intervalo de 48–72 horas entre as sessões. Isto porque esses exercícios exigem bastante do sistema nervoso central, sendo um período de recuperação necessário. Realizar muitas repetições também perde seu efeito. Quando em estado de fadiga, a pliometria é executada de forma lenta e com técnica pobre. Em geral, atletas universitários iniciantes devem executar de 100–150 contatos por sessão; atletas juvenis devem ajustar esse número para baixo. Atletas mais avançados podem fazer mais contatos por sessão.

## Tipos de exercícios
A seguir estão às diversas categorias de exercícios pliométricos. As técnicas de saltos no lugar e saltos com progressão devem ser “refinadas” antes de partir para os multisaltos.

### 1. Saltos no lugar
São saltos de esforço único onde os atletas aterrizam no próprio lugar onde começaram. Esses saltos devem ser de maximo esforço, enfatizando a técnica correta de salto e velocidade de movimento. Seu valor está em ensinar as técnicas de salto e de aterrissagem, além de mexer o corpo explosivamente. A seguir uma progressão de saltos no lugar:
Salto com contra movimento: de pé, com os pés apoiados na largura dos ombros. Rapidamente flexione o quadril pra trás juntamente com a flexão dos joelhos. Neste momento os braços devem movimentar–se para trás dos ombros. Agache ¼ e rapidamente reverta o movimento num salto explosivo para o alto. Aterrize flexionando o quadril e joelhos.

### 2. Pliometria com peso adicional
A pliometria pode ser realizada com peso adicional. Isso pode ser usado em regimes de treinamento para melhorar a capacidade de uma pessoa de se mover com força de velocidade.